# Velika nagrada Salona 1948
Velika nagrada Salona 1948 je bila enajsta dirka za Veliko nagrado v sezoni Velikih nagrad 1948. Odvijala se je 10. oktobra 1948 na dirkališču Autodrome de Linas-Montlhéry. 

## Rezultati

### Dirka
| Poz | Dirkač                      | Moštvo                  | Dirkalnik         | Krogi | Čas/Odstop |
| --- | --------------------------- | ----------------------- | ----------------- | ----- | ---------- |
| 1   | Louis Rosier                | Ecurie Tricolore        | Talbot-Lago T26C  | 48    | 2:03:52.9  |
| 2   | Pierre Levegh               | Ecurie Naphtra Course   | Talbot-Lago T26C  | 48    | + 1:16.9   |
| 3   | Yves Giraud-Cabantous       | Ecurie France           | Talbot-Lago T26SS | 46    | +2 kroga   |
| 4   | Henri Louveau Robert Brunet | Privatnik               | Maserati 4CL      | 45    | +3 krogi   |
| 5   | Guy Mairesse                | Privatnik               | Maserati 4CL      | 45    | +3 krogi   |
| 6   | André Morra                 | Privatnik               | Maserati 4C       | 43    | +5 krogov  |
| 7   | Marc Versini                | Privatnik               | Delage 3000       | 42    | +6 krogov  |
| 8   | Reg Parnell                 | Reg Parnell Racing Team | Maserati 4CL      | 42    | +6 krogov  |
| 9   | Robert Manzon               | Equipe Gordini          | Simca-Gordini T15 | 40    | +8 krogov  |
| 10  | Richard Ramseier            | Privatnik               | Maserati 4CM      | 34    | +14 krogov |